# Verges (instrument)
Pour les articles homonymes, voir Verge.

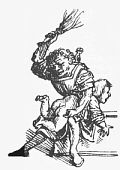
Représentation médiévale d'un écolier fessé aux verges.

Les verges sont un instrument traditionnel de châtiment corporel, formées d'un faisceau de badines souples (généralement, de bouleau) liées entre elles. Elles étaient appliquées sur la peau nue, notamment pour administrer une fessée.
Dans la Rome antique, le faisceau de verges (fasces) était l'instrument de correction et l'emblème du pouvoir ; il était porté par les licteurs. Il est déjà connu et utilisé en Grèce classique, où, à Sparte, les conspirateurs de la Conspiration de Cinadon sont châtiés à l'aide de verges.
La fustigation, autrement dit la bastonnade avec les verges était généralement une peine appliquée aux citoyens car jugée moins infamante. La flagellation avec des fouets ou flagra était souvent une peine préliminaire à la mise à mort appliquée aux non-citoyens, libres ou esclaves. Initialement, ces deux peines pouvaient être confondues et leur application était à la discrétion du magistrat. 